# Trại tập trung Kraków-Płaszów

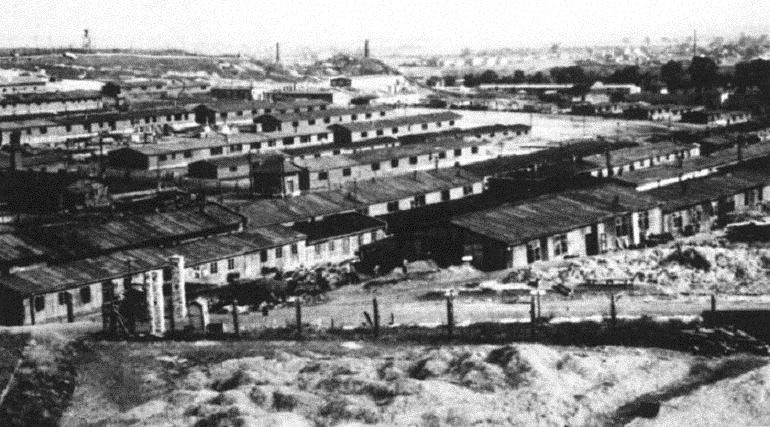
Trại tập trung Płaszów

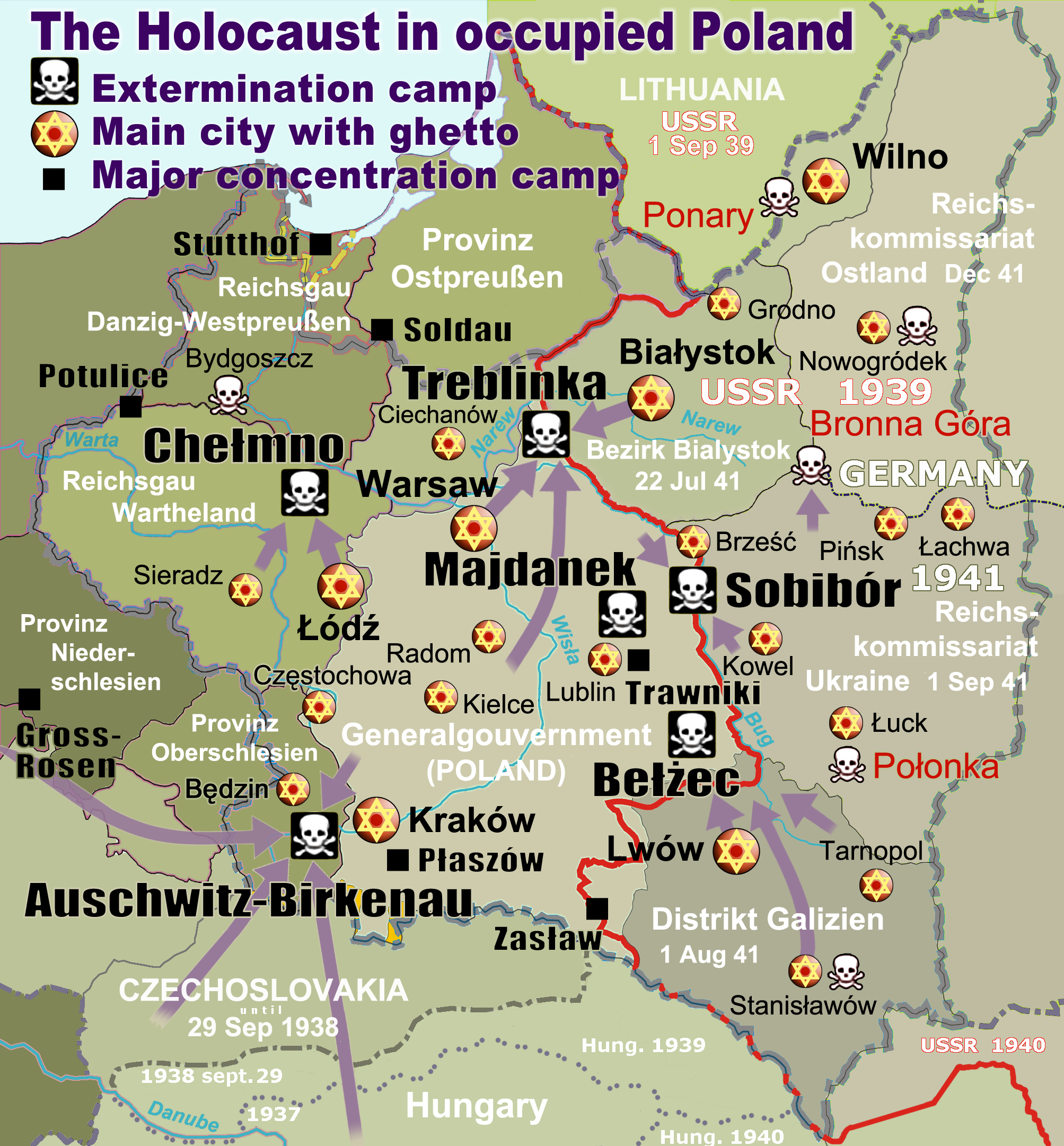
Các trại tập trung chính của Đức Quốc xã ở vùng Ba Lan bị chiếm đóng (đánh dấu bằng ô vuông đen nhỏ)

Trại tập trung Płaszow hay Trại tập trung Kraków-Płaszów là một trại lao động cưỡng bách và ltrại tập trung của Đức Quốc xã do lực lượng Schutzstaffel dựng lên ở Płaszow, một khu vực ngoại ô của thành phố Kraków (nay thuộc huyện Podgórze), ngay sau Cuộc tấn công Ba Lan và lập ra General Government (chính phủ của khu vực Ba Lan do Đức chiếm đóng) sau đó.
Trại Płaszow, ban đầu định dùng làm trại lao động cưỡng bách, được dựng lên trên khu đất của 2 nghĩa trang cũ của người Do Thái trong mùa hè năm 1942 dưới thời Đức Quốc xã chiếm đóng Ba Lan, để chứa những người Do Thái bị trục xuất từ ghetto Kraków bắt đầu từ ngày 28.10.1942. Năm 1943 trại này được mở rộng, trở thành một trong các trại tập trung của Đức Quốc xã.

## Hoạt động của trại
Chỉ huy trại này là Amon Göth, một sĩ quan chỉ huy lực lượng Schutzstaffel ở Vienne nổi tiếng về việc đối xử tàn ác khác thường và giết chết các tù nhân. Göth không bao giờ có thể ngồi ăn một bữa điểm tâm mà chưa bắn chết ít nhất một nạn nhân. Ngày 13.3.1943, Göth đích thân giám sát việc giải tán Ghetto Kraków gần đó, buộc các cư dân Do Thái được coi là có khả năng làm việc phải vào "trại Plaszow". Những người bị tuyên bố là không đủ khả năng làm việc thì hoặc là được gửi đến trại tập trung Auschwitz hoặc bị bắn ngay tại chỗ. Dưới quyền của Göth là toán nhân viên SS ở Ukraina, tiếp theo là 600 lính Đức của SS-Totenkopfverbände (đơn vị canh gác các trại tập trung) (1943–1944), và một số nữ nhân viên SS, trong đó có Gertrud Heise, Luise Danz, Alice Orlowski và Anna Gerwing.
Trại này là trại nô lệ lao động (tiếng Đức: Arbeitslager), cung cấp nhân lực cho nhiều nhà máy sản xuất vũ khí và một mỏ khai thác đá. Tỷ lệ tử vong trong trại rất cao. Nhiều tù nhân, trong đó có nhiều phụ nữ và trẻ em, bị chết vì typhus (bệnh sốt rét do chấy rận), chết đói và bị hành quyết. Trại Płaszów đặc biệt nổi tiếng tàn ác về việc bắn chết từng cá nhân và bắn chết cả đám tù nhân bên ngoài trại. Đồi Hujowa Gorka, một ngọn đồi lớn sát bên trại thường được dùng làm nơi hành quyết. Khoảng 8.000 vụ giết tù nhân diễn ra ở bên ngoài hàng rào của trại, nơi các tù nhân được đưa tới từ 3 đến 4 lần mỗi tuần. Các xe tải che kín từ Kraków thường đến vào buổi sáng. Người bị kết án được cho đi bộ vào một hào rãnh ở sườn đồi Hujowa Gorka rồi bị bắn, các thi thể sau đó được phủ từ lớp đất này tới lớp đất khác. Vào đầu năm 1944 tất cả các xác chết đã được khai quật và bị đốt cháy thành đống để che giấu các bằng chứng. Các nhân chứng sau đó xác nhận rằng 17 chuyến xe tải đã chở tro hài cốt từ nơi thiêu xác, và rải ra khắp khu vực.

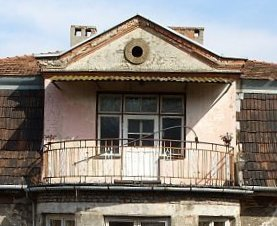
Ngôi nhà của Amon Göth ở Płaszów (2008); Mặc dù các ngụ ý của Hollywood rút ra từ bộ phim của Steven Spielberg (dựng tại mỏ khai thác đá Liban, cách Płaszów không xa) và từ cảnh phim trong Bản danh sách của Schindler, Amon Göth không thể bắn từ ban-công của ngôi nhà này, vì biệt thự của ông ta nằm ở chân một đồi dốc.

Mọi tài liệu liên quan tới những vụ hành quyết và giết người hàng loạt đã được Amon Göth trao cho "Kommandoführerin" (nữ chỉ huy lực lượng SS) Alice Orlowski, một phụ nữ cấp cao của lực lượng Schutzstaffel. Bà đã giữ các tài liệu này cho tới khi kết thúc Chiến tranh thế giới thứ hai, rồi được cho là đã phá hủy chúng. Alice Orlowski, một hình ảnh hoàn hảo của một nữ SS, nổi tiếng về những trận quật roi vào những phụ nữ trẻ. Tại các buổi điểm danh, bà ta đi qua các dãy phụ nữ xếp hàng, đích thân quật roi vào họ.

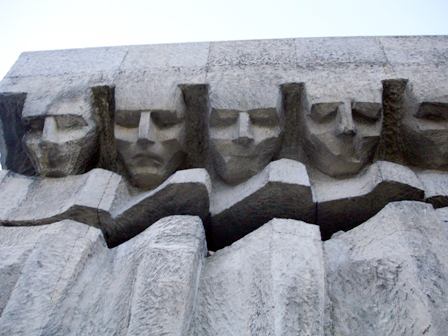
Khu tưởng niệm ở Płaszów

Trong tháng 7 và tháng 8 năm 1944 đã có nhiều chuyến xe chở các tù nhân của trại Plaszow tới các trại tập trung Auschwitz, Stutthof, Flossenbürg, Mauthausen và các trại khác. Tháng giêng năm 1945, những người tù chót còn lại và toán nhân viên điều hành trại đã bỏ trại đi bộ đường xa về Auschwitz, trong đó có nhiều nữ nhân viên SS. Nhiều người sống sót trong chuyến đi này thì khi tới đích cũng bị giết. Khi Đức Quốc xã biết rõ là quân đội Liên Xô đã tới sát Kraków, họ liền tháo dỡ hết trại, để lại cánh đồng trống. Các thi thể trước đây đã được chôn trong nhiều ngôi mộ tập thể đều được khai quật và thiêu tại chỗ. Ngày 20.1.1945 Hồng quân đã chỉ tới một dải đất hoang.
Khu vực mà xưa kia có trại tập trung, nay là các đồi trồng cây thưa thớt và các cánh đồng với một đài tưởng niệm lớn tưởng nhớ tất cả các nạn nhân và 2 đài tưởng niệm nhỏ hơn (1 đặc biệt dành cho các nạn nhân Do Thái, và 1 cho các nạn nhân Do Thái ở Hungary) tại vòng ngoài của trại trước kia. Có thêm 1 đài tưởng niệm nhỏ nữa nằm ở gần đầu đối diện của khu này để tưởng niệm cuộc hành quyết các tù nhân Ba Lan đầu tiên (không phải Do Thái) vào năm 1939. Một phiên bản của trại được thể hiện trong bộ phim Bản danh sách của Schindler về cuộc đời của Oskar Schindler.